# سیب‌زمینی

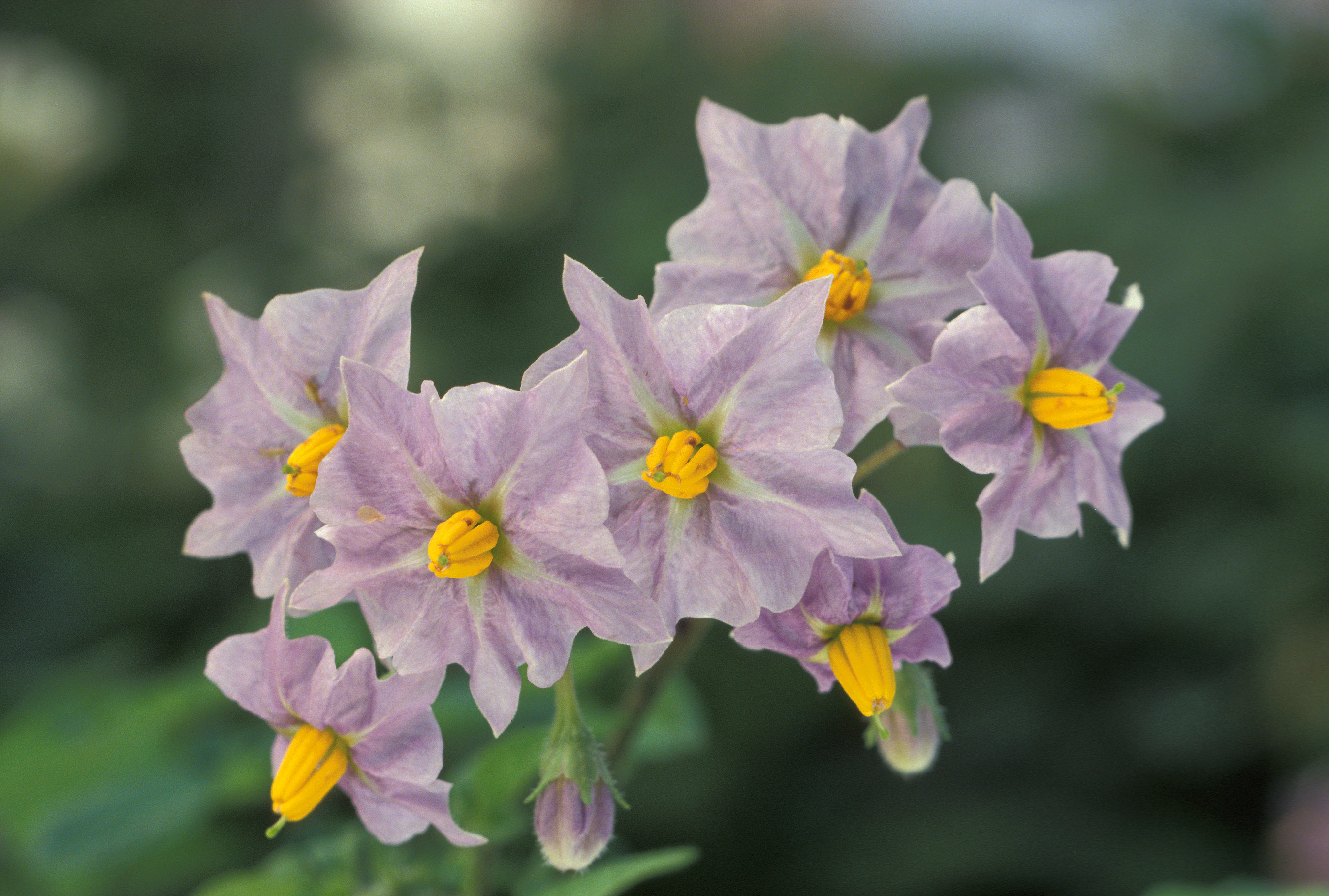
گل سیب‌زمینی

سیب‌زمینی (نام علمی: Solanum tuberosum) گیاهی است از تیرهٔ بادنجانیان که دارای برگ‌های مرکب و بریده و گل‌های سفید یا بنفش است. میوهٔ آن کوچک، کروی، قرمز، سته و سمی است؛ ولی تجهٔ (ریشهٔ سطحی) خوراکی دارد که حاوی اندوختهٔ نشاستهٔ زیادی است ،سیب‌زمینی از نظر میزان تولید و مصرف، چهارمین محصول کشاورزی کشت شده در جهان پس از ذرت، گندم و برنج است. این گیاه، بومی قارهٔ آمریکاست.
نزدیک به ۴۰۰۰ نوع سیب‌زمینی از جمله انواع تجاری معمولی وجود دارد که هر کدام از آن‌ها دارای ویژگی‌های خاص کشاورزی یا آشپزی هستند.

## گیاه‌شناسی

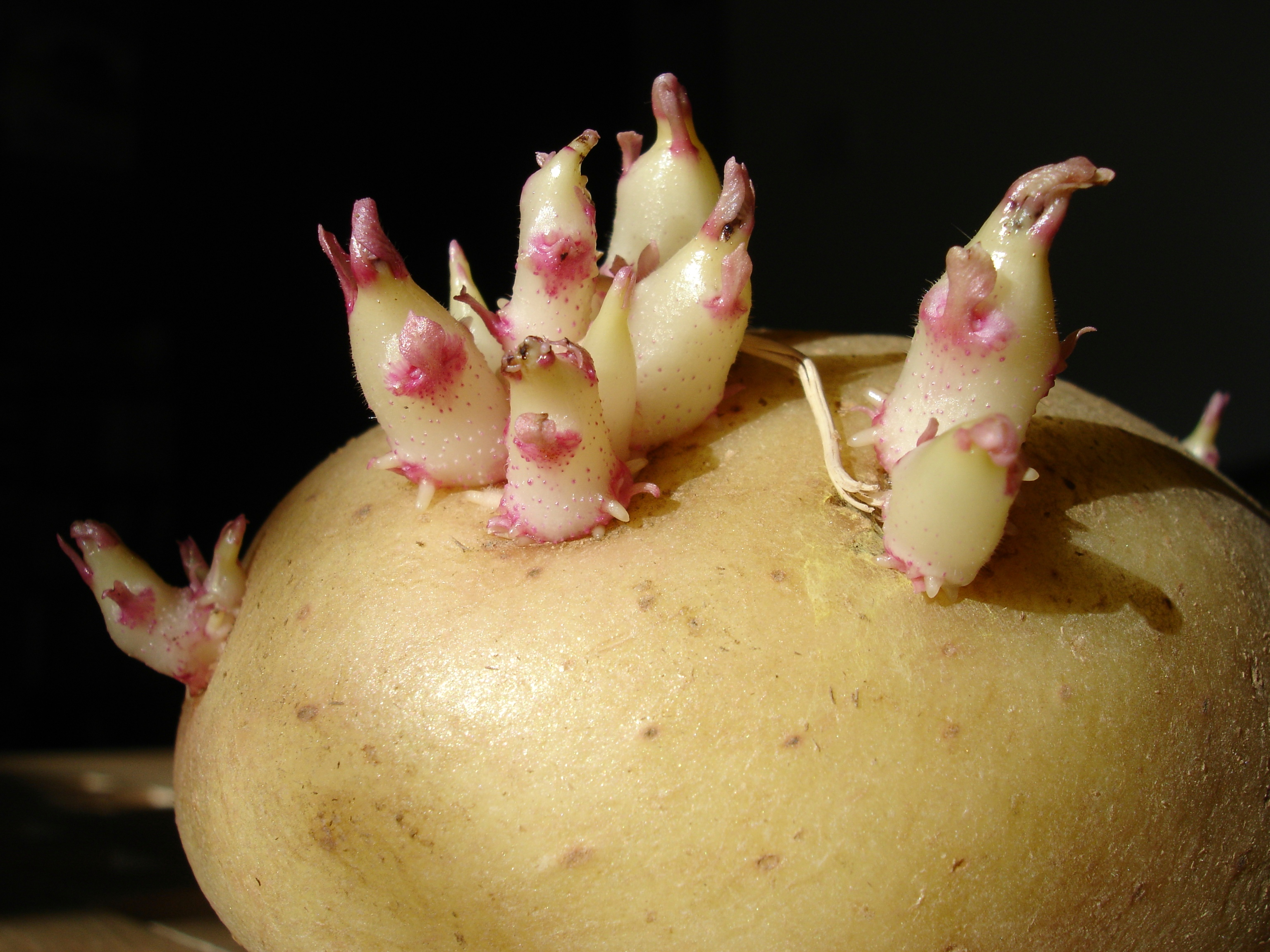
جوانهٔ سیب‌زمینی

سیب‌زمینی از نظر گیاه‌شناسی به خانوادهٔ بادنجانیان تعلق دارد که در این خانواده، گیاهان مهم دیگری نظیر گوجه‌فرنگی، بادنجان و فلفل نیز وجود دارند. گل‌های سیب‌زمینی پنج قسمتی (۵ گلبرگ به‌هم چسبیده و ۵ کاسبرگ به‌هم چسبیده است). تعداد پرچم‌ها نیز ۵ است که به‌هم متصل شده و یک لولهٔ بساکی را ساخته‌اند و مادگی از وسط آن خارج شده است. این گیاه دارای رقم‌های مختلف است که آن‌ها را به زودرس، دیررس و میانه‌رس تقسیم می‌کند و برحسب استفاده این گیاه به سیب‌زمینی خوراکی، علوفه‌ای و صنعتی (جهت تولید الکل، نشاسته یا قند) تقسیم می‌شود.
بر اساس مطالعات انجام شده گونه‌های مختلف سیب‌زمینی از شیلی تا جنوب ایالات متحده و از سطح دریا تا ارتفاع ۴۸۰۰ متری پراکنده شده‌اند اما در این‌گونه‌ها از نظر مورفولوژیکی یا به عبارت دیگر تیپ گیاه، برگ، گل و غیره تنوع زیادی مشاهده می‌شود. در سیب‌زمینی تعداد کروموزوم پایه، دوازده است. سیب‌زمینی گیاهی علفی و چندساله است، اما در کشاورزی به عنوان یک گیاه یک‌ساله مورد کشت و کار قرار می‌گیرد. این گیاه معمولاً از طریق غده‌های بذری تکثیر می‌شود و از جوانه‌های روی غدهٔ بذری انشعابات و اندام‌های هوایی ایجاد می‌شود و ریشه‌ها از پریموردیای روی جوانه‌ها به‌وجود می‌آیند. روی این انشعابات و اندام‌های هوایی، ساقه، شاخ و برگ، دستک، ریشه، گل‌آذین و نیز نسل بعدی غده‌ها شکل می‌گیرد. البته سیب‌زمینی از طریق کشت سلول، مریستم، بافت، جوانه، اجزای غده، بذر حقیقی، برگ یا برش‌های ساقه نیز ممکن است تکثیر شود.

## تاریخچه

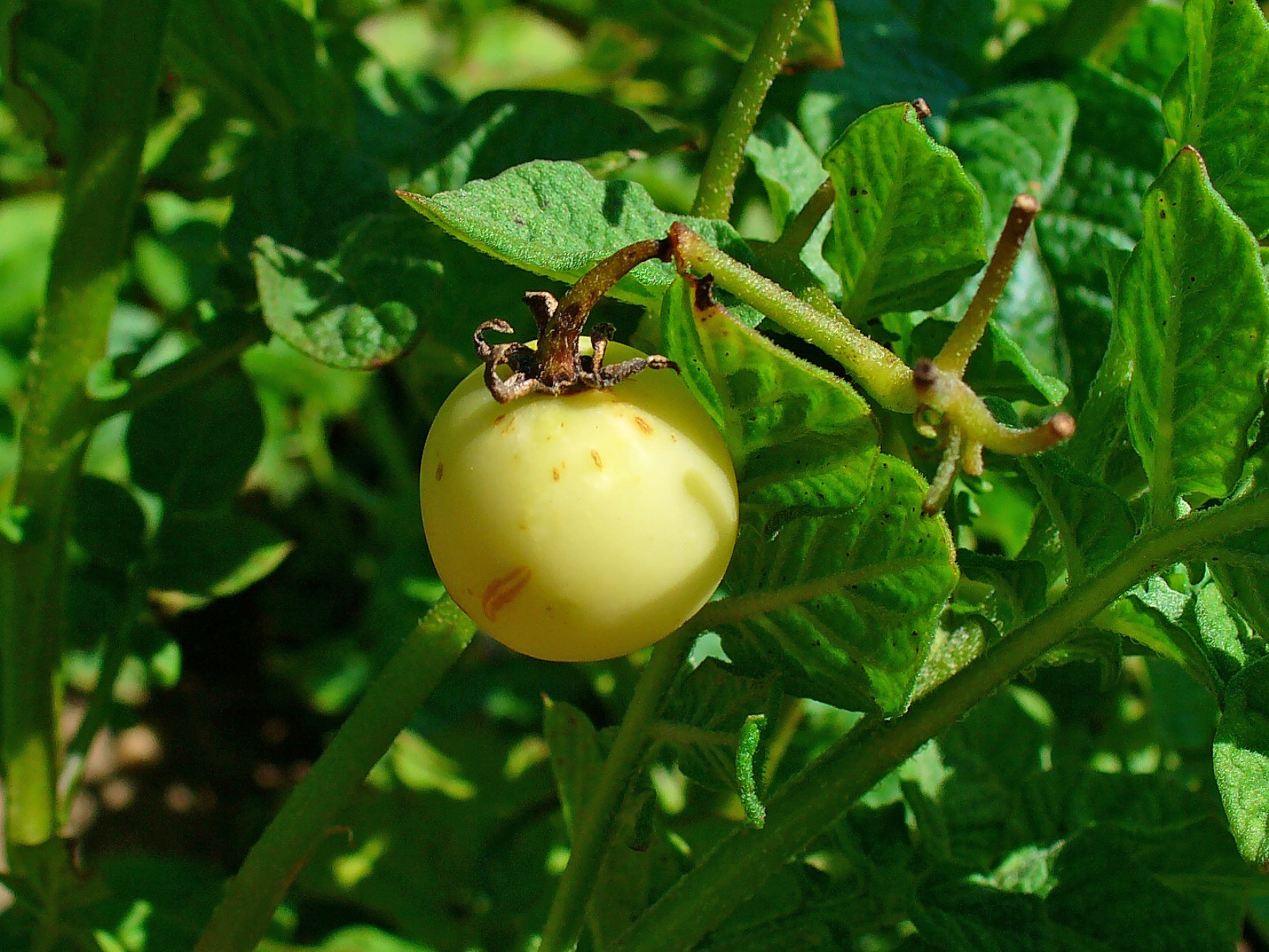
میوهٔ سیب‌زمینی که قابل خوردن نیست.

گونه‌های سیب‌زمینی وحشی از جنوب ایالات متحده تا جنوب شیلی یافت می‌شوند. سیب‌زمینی برای نخستین بار در حدود ۷۰۰۰ تا ۱۰۰۰۰ سال پیش در جنوب پرو و شمال غربی بولیوی توسط کشاورزان در اطراف دریاچهٔ تیتیکاکا اهلی شد.
کهن‌ترین بقایای غدهٔ سیب‌زمینی که از نظر باستان‌شناسی تأیید شده است در سایت ساحلی آنکون (مرکز پرو) یافت شده است که دیرینگی آن به ۲۵۰۰ سال پیش از میلاد می‌رسد. گسترده‌ترین جورهٔ کشت‌شدهٔ سیب‌زمینی بومی مجمع‌الجزایر چیلوئه است و از پیش از فتح شیلی توسط اسپانیا به‌دست بومی‌های شیلی کشت شده است.
سیب‌زمینی در حوالی سال ۱۵۷۰ توسط فاتحان اسپانیایی از آمریکای جنوبی به اسپانیا منتقل شد و کشت آن در سراسر اروپا رواج یافت. سیب‌زمینی بعداً توسط مستعمره‌نشین‌های بریتانیایی به آمریکای شمالی منتقل شد.
سیب‌زمینی نخستین بار توسط جان ملکم در اواسط پادشاهی فتحعلی‌شاه قاجار به ایران آورده شده است، برای همین در ابتدا به آن «آلوی مَلکُم» می‌گفتند. نخستین جایی که در ایران سیب‌زمینی کاشته شد، روستای پشند در استان البرز بوده است. به همین دلیل همچنان سیب‌زمینی پشندی در ایران معروف است.

## بزرگ‌ترین تولیدکنندگان سیب زمینی در جهان

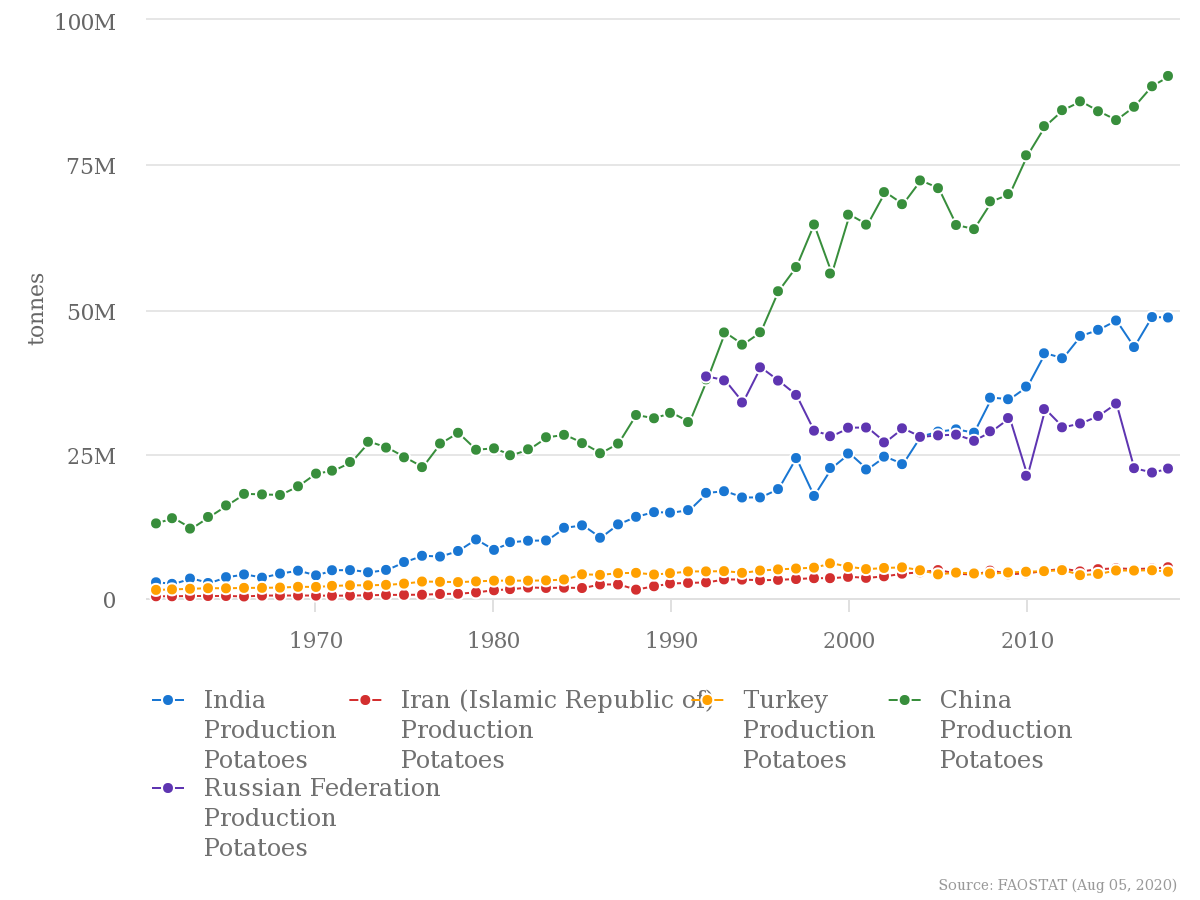
مقایسهٔ روند تولید سالیانهٔ سیب‌زمینی در ایران با چند کشور تولیدکنندهٔ اصلی

در سال ۲۰۲۰، تولید جهانی سیب‌زمینی ۳۵۸ میلیون تن بود، که چین با میزان ۲۲٪ بزرگ‌ترین تولیدکنندهٔ سیب‌زمینی در جهان بود. سایر تولیدکنندگان عمده هند، اوکراین، روسیه و ایالات متحده بودند. این محصول به‌عنوان یک محصول اساسی در اروپا (به ویژه شمال و شرق اروپا) باقی مانده است، جایی که تولید سرانه هنوز بالاترین سطح در جهان است، اما سریع‌ترین گسترش طی چند دههٔ گذشته در جنوب و شرق آسیا رخ داده است.
| کشور        | کشور                | تولید بر حسب تن |
| ----------- | ------------------- | --------------- |
| ۱           | چین                 | ۷۸٬۱۸۳٬۸۵۴      |
| ۲           | هند                 | ۵۱٬۳۰۰٬۰۰۰      |
| ۳           | اوکراین             | ۲۰٬۸۳۷٬۹۹۰      |
| ۴           | روسیه               | ۱۹٬۶۰۷٬۳۶۱      |
| ۵           | ایالات متحده آمریکا | ۱۸٬۷۸۹٬۹۷۰      |
| ۶           | آلمان               | ۱۱٬۷۱۵٬۱۰۰      |
| ۷           | بنگلادش             | ۹٬۶۰۶٬۰۰۰       |
| ۸           | فرانسه              | ۸٬۶۹۱٬۹۰۰       |
| ۹           | لهستان              | ۷٬۸۴۸٬۶۰۰       |
| ۱۰          | هلند                | ۷٬۰۲۰٬۰۶۰       |
| ۱۱          | پرو                 | ۵٬۴۶۷٬۰۴۱       |
| ۱۲          | کانادا              | ۵٬۲۹۵٬۴۸۴       |
| ۱۳          | بلاروس              | ۵٬۲۳۱٬۱۶۸       |
| ۱۴          | مصر                 | ۵٬۲۱۵٬۹۰۵       |
| ۱۵          | ترکیه               | ۵٬۲۰۰٬۰۰۰       |
| ۱۶          | الجزایر             | ۴٬۶۵۹٬۴۸۲       |
| ۱۷          | پاکستان             | ۴٬۵۵۲٬۶۵۶       |
| ۱۸          | ایران               | ۴٬۴۷۴٬۸۸۶       |
| ۱۹          | قزاقستان            | ۴٬۰۰۶٬۷۸۰       |
| تولید جهانی | ۳۵۸٬۸۰۹٬۴۰۷         |                 |

## کشت

### جوانهٔ سیب‌زمینی

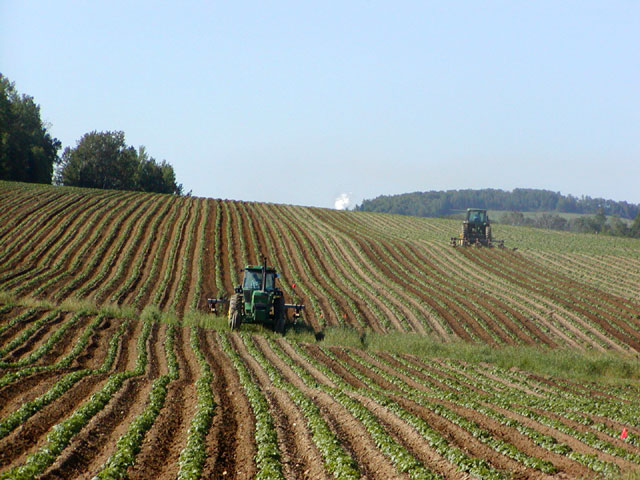
یک مزرعهٔ سیب‌زمینی

سیب‌زمینی عمدتاً از جوانهٔ سیب‌زمینی کشت می‌شود. تجه‌های سیب‌زمینی به گونه‌ای پرورش داده می‌شوند که عاری از هرگونه بیماری بوده و گیاهانی باثبات و سلامت ایجاد گردد. برای این‌که جوانه‌های سیب‌زمینی عاری از بیماری باشند، زمین‌های پرورش آن‌ها باید با دقت انتخاب گردد. در ایالات متحدهٔ آمریکا در ۵۰ ایالت سیب‌زمینی کاشته می‌شود و این در حالی است که جوانهٔ سیب‌زمینی فقط در ۱۵ ایالت پرورش داده می‌شود. معمولاً زمین‌های مرغوب کشت جوانهٔ سیب‌زمینی، زمین‌هایی با زمستان‌های سرد و تابستان‌هایی با ساعات طولانی آفتاب هستند. سرمای شدید زمستان آفت‌ها را کشته و آفتاب طولانی تابستان به رشد بهینهٔ جوانه‌ها کمک می‌کند. عمده جوانهٔ سیب‌زمینی کشت شده در بریتانیا، در اسکاتلند کشت می‌شود. در این مناطق وزش باد شدید باعث کاهش حملهٔ شته و شیوع پاتوژن‌های ویروس سیب‌زمینی می‌شود.

### مراحل رشد

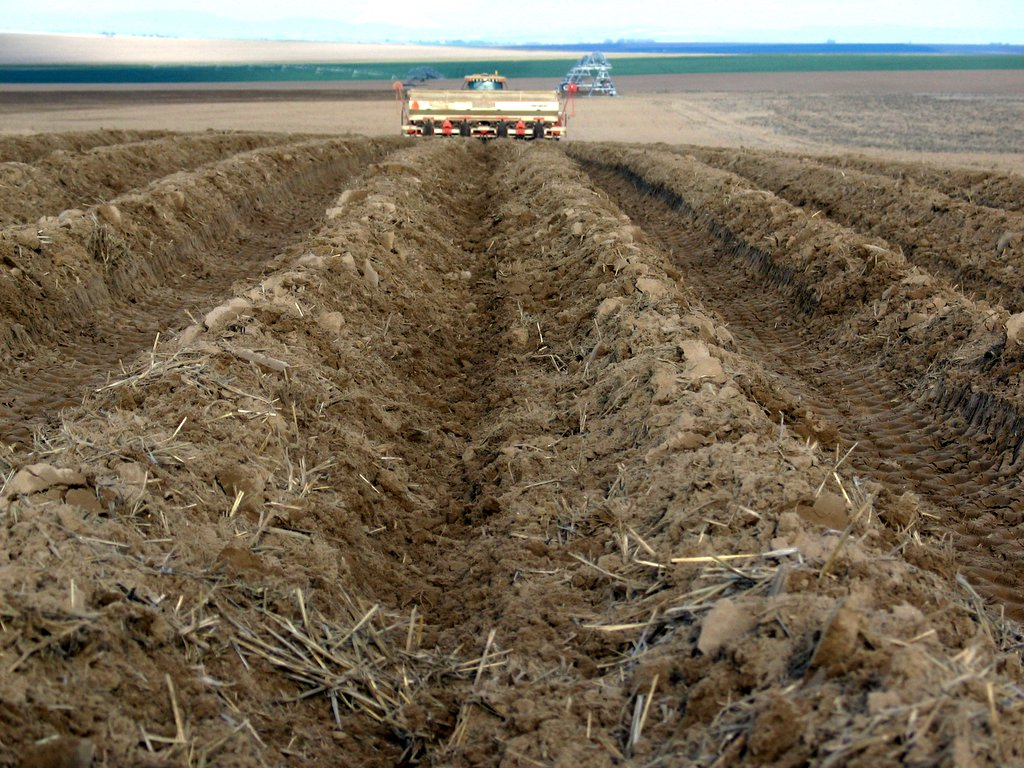
کاشت سیب‌زمینی توسط دستگاه

پرورش سیب‌زمینی را می‌توان به ۵ مرحله تقسیم کرد. در مرحلهٔ اول، جوانه‌هایی از سیب‌زمینی بذر بیرون می‌آیند و رشد ریشه آغاز می‌شود. در مرحلهٔ دوم، با آغاز رشد برگ‌ها و شاخه‌های سطح زمین، فتوسنتز آغاز شده و دستک‌ها از زیر برگ‌های پایینی و ساقهٔ زیرزمینی آغاز به رشد می‌کنند. در مرحلهٔ سوم نوک دستک‌ها غده‌های جدید ایجاد می‌کنند و شاخه‌های آن همچنان رشد می‌کنند و معمولاً خیلی زود گل‌ها نیز ظاهر می‌شوند. حجیم شدن غده در مرحلهٔ چهارم اتفاق می‌افتد. در این مرحله گیاه بیشتر منابع خود را بر روی غده‌های تازه شکل گرفته سرمایه‌گذاری می‌کند. در این مرحله، برای به‌دست آوردن یک محصول خوب چندین عامل بسیار اهمیت دارند: رطوبت و دمای بهینهٔ خاک، موجود بودن مواد مغذی کافی در خاک و توازن آن‌ها و مقاومت به حملهٔ آفت‌ها. مرحلهٔ پنجم بلوغ غده‌هاست: سایبان گیاه می‌میرد، پوست غده سخت می‌شود و قندهای موجود در غده‌ها به نشاسته تبدیل می‌شود.

### مشکلات و چالش‌ها
غده‌های جدید ممکن است در سطح خاک آغاز به رشد کنند. از آنجا که قرار گرفتن در معرض نور خورشید منجر به سبز شدن نامطلوب پوست‌ها و تولید سولانین به عنوان محافظت‌کننده در برابر تابش خورشید می‌شود، کشاورزان غده‌های سطحی را می‌پوشانند. کشاورزان آن‌ها را با جمع کردن خاک اضافی در اطراف پایهٔ گیاه در هنگام رشد می‌پوشانند. یک روش جایگزین، مورد استفادهٔ باغبانان منازل و تولیدکنندگان در مقیاس کوچک‌تر، شامل پوشاندن منطقهٔ در حال رشد با مالچ‌های ارگانیک مانند کاه یا ورق‌های پلاستیکی است.
زراعت صحیح سیب‌زمینی در بعضی شرایط می‌تواند کاری دشوار باشد. آماده‌سازی خوب زمین، کلوکوبی و خیش‌زنی همراه با آب و هوای مناسب و داشتن منبع مناسبی از آب ضروری است.

### آفت‌ها

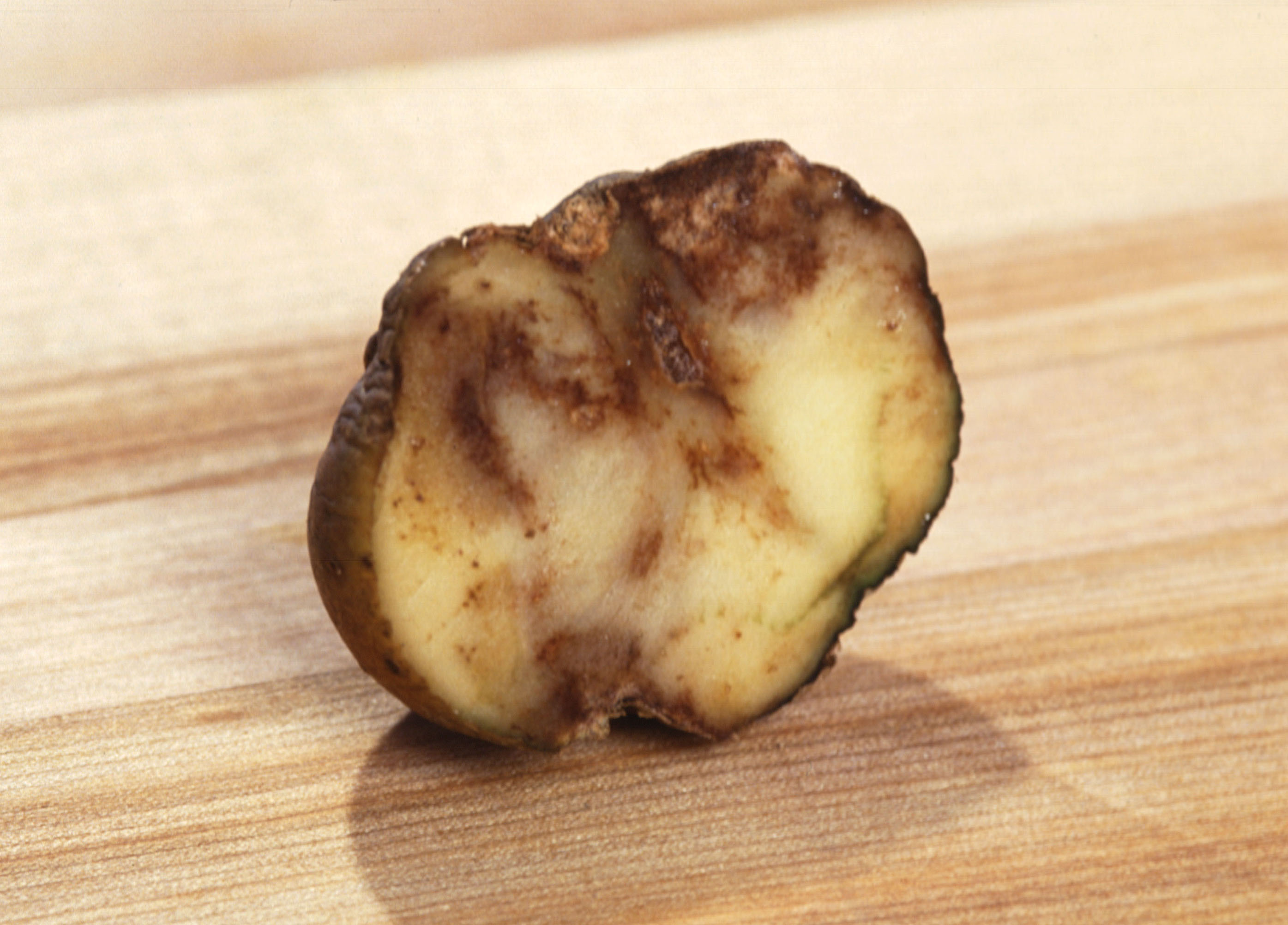
یک سیب‌زمینی خراب شده توسط آفت سوختگی سیب‌زمینی یا Late Blight

آفت مهم تاریخی سوختگی سیب‌زمینی (late blight) همچنان یک مشکل حل نشده در اروپا و آمریکاست. دیگر آفت‌های مهم سیب‌زمینی عبارت‌اند از: ریزوکتونیا، Sclerotinia, Pectobacterium carotovorum، سفیدک سطحی، جرب پودری و ویروس leafroll سیب‌زمینی.
حشراتی که معمولاً بیماری‌های سیب‌زمینی را منتقل می‌کنند یا به گیاهان آسیب می‌رسانند عبارت‌اند از: سوسک سیب‌زمینی کلرادو، بید سیب‌زمینی، شتهٔ سبز هلو، شتهٔ سیب‌زمینی، زنجرک چغندر، ریشک‌بال و هیره. نماتد کیست سیب‌زمینی یک کرم میکروسکوپی است که روی ریشه‌ها ظاهر می‌شود، و باعث پژمرده شدن گیاهان سیب‌زمینی می‌شود. از آنجا که تخم‌های آن می‌توانند چندین سال در خاک زنده بمانند، تعویض و چرخش محصول توصیه می‌شود.

### برداشت
برای برداشت، در مزارع کوچک، کشاورز می‌تواند توسط چنگک باغبانی خاک را زیر و رو کند. در مزارع بزرگ‌تر خیش‌زنی روشی سریع‌تر است. در مزارع بزرگ سیب‌زمینی معمولاً از دروگر سیب‌زمینی استفاده می‌شود.

### انبار

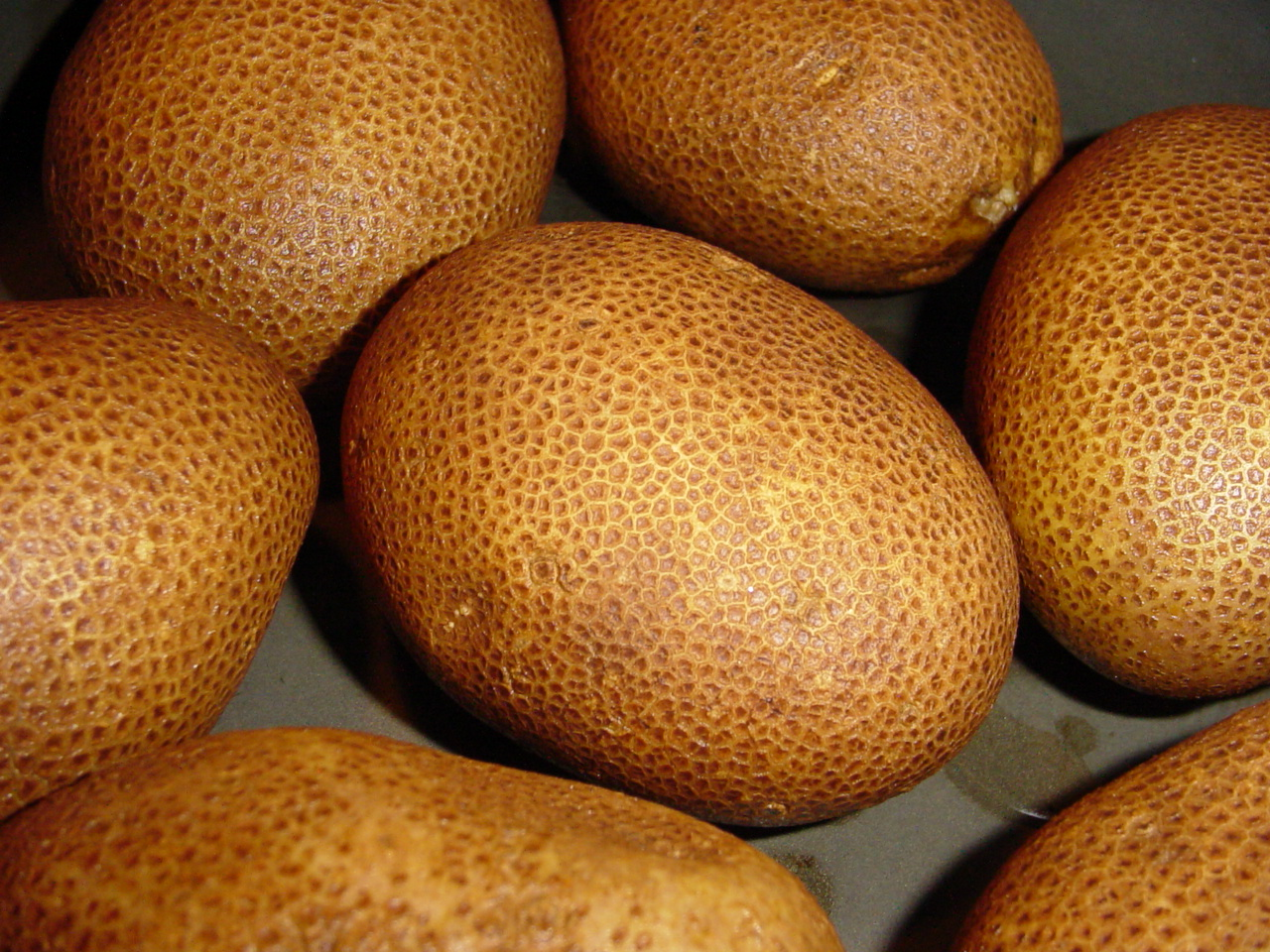
رقم سیب‌زمینی Russet Burbank در آمریکای شمالی بیش از تمام سایر ارقام کاشته می‌شود.

برای نگهداری سیب‌زمینی‌ها و کند کردن روند طبیعی تجزیه، که شامل تجزیهٔ نشاسته است، باید وسایل ذخیره‌سازی به دقت طراحی شوند. بسیار مهم است که فضای ذخیره‌سازی تاریک باشد، به خوبی تهویه شود و برای ذخیرهٔ طولانی‌مدت در دماهای نزدیک به ۴ درجهٔ سلسیوس نگهداری شود. برای ذخیرهٔ کوتاه‌مدت، دمای حدود ۷ تا ۱۰ درجهٔ سلسیوس ترجیح داده می‌شود.
از طرف دیگر، دمای زیر ۴ درجهٔ سلسیوس نشاستهٔ موجود در سیب‌زمینی را به شکر تبدیل می‌کند، که این باعث تغییر در طعم و کیفیت پخت‌وپز سیب‌زمینی می‌شود و به سطح آکریل‌آمید بالاتر در محصول پخته شده، به ویژه در ظروف سرخ‌شده منجر می‌شود. کشف آکریل‌آمیدها در غذاهای نشاسته‌ای در سال ۲۰۰۲ منجر به نگرانی‌های بین‌المللی در زمینهٔ بهداشت شده است. اعتقاد بر این است که آن‌ها احتمالاً سرطان‌زا هستند و بروز آن‌ها در غذاهای پخته شده به دلیل تأثیرگذاری بر سلامتی در حال تحقیق و مطالعه است.
در شرایط بهینه در انبارهای تجاری، سیب‌زمینی را می‌توان ۱۰ تا ۱۲ ماه نگهداری کرد.
اگر سیب‌زمینی‌ها مناطق سبز ایجاد کنند یا جوانه بزنند، برای برطرف کردن سموم، لایه‌برداری آن قسمت‌های سبز رنگ کافی نیست و چنین سیب‌زمینی‌هایی دیگر خوراکی نیستند.

### بازده

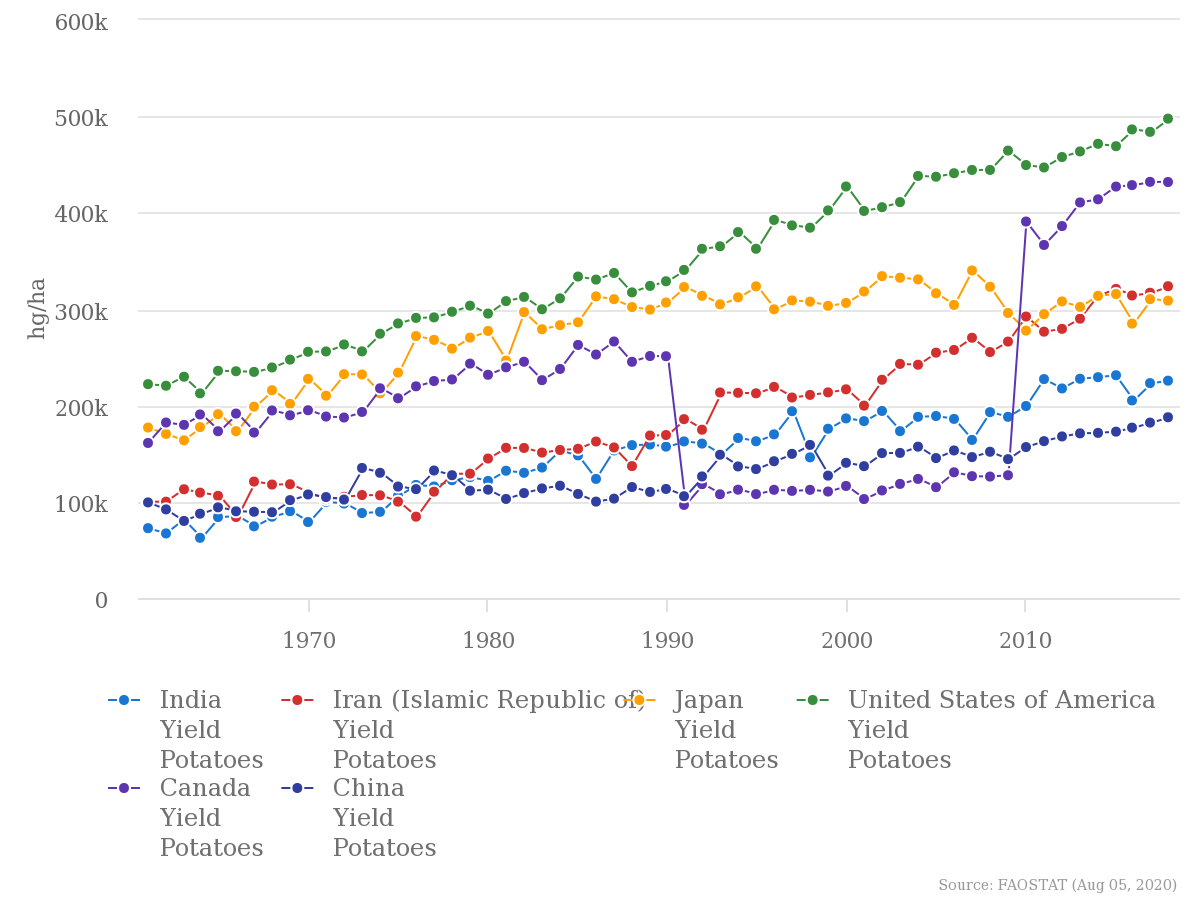
مقایسهٔ میزان پرباری مزارع سیب‌زمینی در ایران با چند تولیدکنندهٔ دیگر. اعداد بر حسب هکتوگرم (۱۰۰ گرم) بر هکتار هستند. مزارع سیب‌زمینی آمریکا در سال ۲۰۱۸ پربارترین مزارع سیب‌زمینی جهان بوده‌اند.

در سال ۲۰۱۰ جهان ۱۸٫۶ میلیون هکتار به کشت سیب‌زمینی اختصاص داده است. عملکرد متوسط جهانی ۱۷٫۴ تن در هکتار بود (۷٫۸ تن کوتاه در هکتار). ایالات متحده با تولید متوسط ۴۴٫۳ تن در هکتار پربارترین کشور بود.

### تغییرات اقلیمی
پیش‌بینی می‌شود که گرم شدن کرهٔ زمین تأثیر به‌سزایی در تولید جهانی سیب‌زمینی داشته باشد.

## ارقام

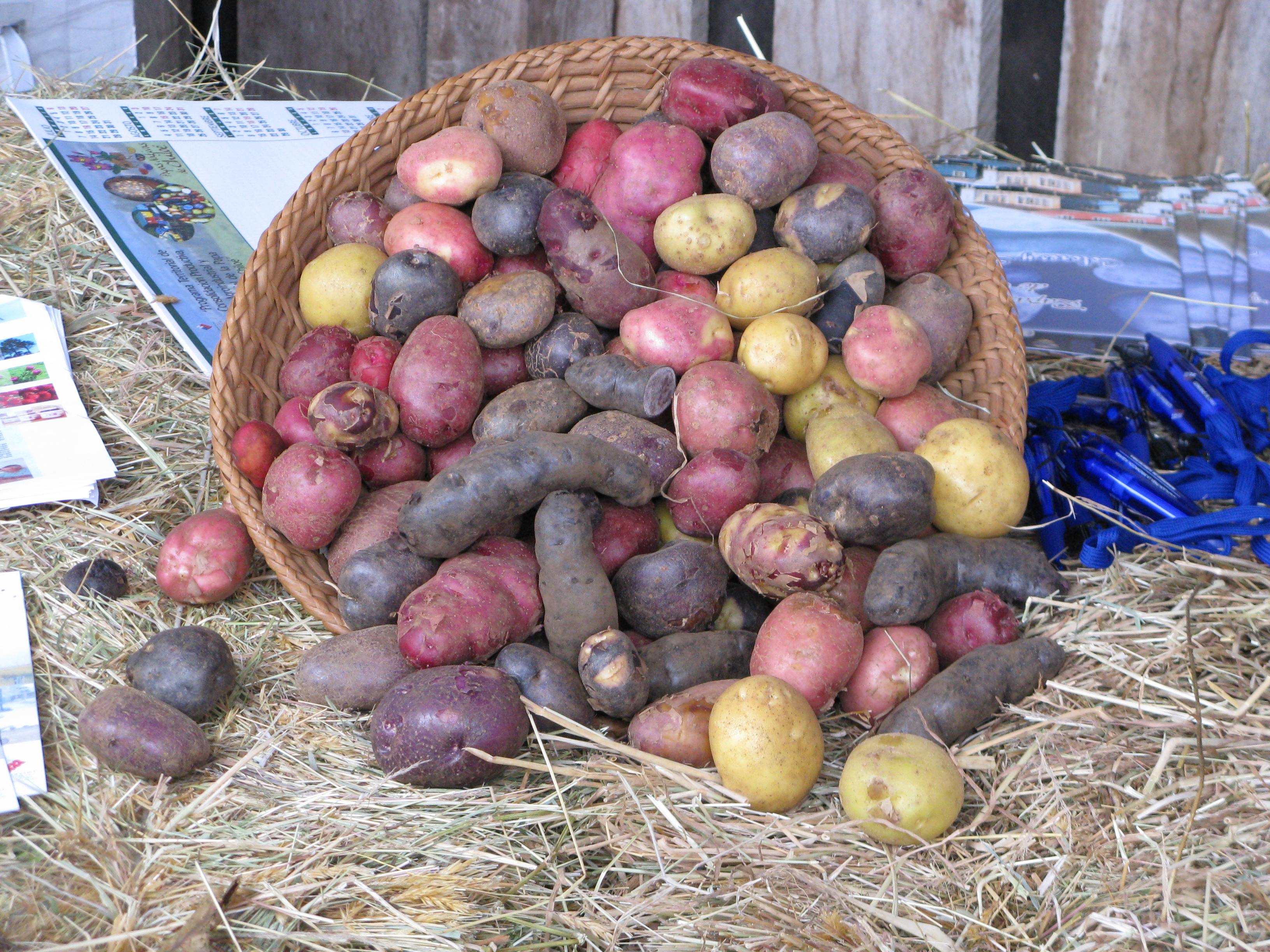
سیب‌زمینی در رنگ‌های مختلف

حدود ۵۰۰۰ رقم سیب‌زمینی در سرتاسر جهان وجود دارد که ۳۰۰۰ تای آن تنها در کوه‌های آند - عمدتاً در پرو، بولیوی، اکوادور، شیلی و کلمبیا وجود دارد. بیش از ۱۰۰ رقم ممکن است در یک دره یافت شود. حدود ۸۰ رقم به‌صورت تجاری در بریتانیا موجود است.
ده‌ها رقم سیب‌زمینی به‌طور انتخابی برای پوست یا رنگ گوشت آن‌ها از جمله انواع طلایی، قرمز و آبی پرورش و اصلاح شده‌اند. آن‌ها حاوی مقادیر مختلفی از فیتوکمیکال‌ها هستند، از جمله کاروتنوئیدها برای ارقام طلایی/زرد یا پلی‌فنل‌ها برای ارقام قرمز یا آبی. ترکیبات کاروتنوئیدی شامل پروویتامین آ آلفا-کاروتن و بتاکاروتن است که طی گوارش به مادهٔ مغذی ضروری یعنی ویتامین آ تبدیل می‌شود. آنتوسیانین‌ها عمدتاً مسئول رنگدانه‌های قرمز یا آبی در ارقام سیب‌زمینی هستند. آن‌ها اهمیت تغذیه‌ای ندارند، اما برای تنوع بصری و جذابیت برای مصرف‌کننده استفاده می‌شوند. در سال ۲۰۱۰، سیب‌زمینی به‌طور ویژه برای این ویژگی‌های رنگدانه‌ای مهندسی زیستی شد.

### مصارف انواع ارقام سیب‌زمینی
سیب‌زمینی‌هایی با کیفیت پایین، ضربه‌خورده و قیمت ارزان معمولاً برای کارخانه‌جات نشاسته ارسال می‌شوند. در غیر این صورت معمولاً برای خوراک دام استفاده می‌شود. سیب‌زمینی‌های جلی معمولاً برای خام‌خوری استفاده می‌شود و سیب‌زمینی‌هایی با درصد قند پایین‌تر مثل رقم آگریا، معمولاً قیمت بالاتری داشته و برای کارخانجات چیپس و سیب‌زمینی سرخ‌کرده ارسال می‌شود.

### ماده خشک سیب زمینی در تولد
سیب‌زمینی نیز مانند سایر میوه‌جات و تره‌بار ترکیبی از آب + ماده خشک است (درواقع سیب زمینی تازه از حدود 80 درصد آب و 20 درصد ماده خشک تشکیل شده است). حجم بزرگی از ماده خشک سیب‌زمینی از نشاسته درست شده است به همین دلیل میزان ماده خشک سیب‌زمینی با میزان نشاسته آن نسبت مستقیم دارد، حتی بعضی از افراد ماده خشک سیب‌زمینی را دقیقا معادل نشاسته آن در نظر می‌گیرند.
میزان ماده خشک سیب‌زمینی اغلب حاصل رقم و بذر محصول است، به طور مثال آگریا ماده خشک بالایی دارد اما بخشی از آن هم می‌تواند تابعی از شرایط نگهداری و کشت توسط کشاورز کمتر یا بیشتر شود. به طور کلی از نظر اقتصادی و بهره‌وری تولید، میزان ماده خشک سیب‌زمینی بسیار مهم است.
طبیعتا سیب‌زمینی‌هایی که ماده خشک بالاتری دارند، بافت سفت‌تر، خشک‌تر و ترد‌تری دارند به علاوه این نوع محصولات، به مدت زمان و همچنین روغن کمتری برای تولید چیپس و خلال نیاز دارند، پس می‌توان در مصرف روغن و همچنین زمان صرفه‌جویی کرد. از طرفی زودتر آماده شدن چیپس در روغن، باعث می‌شود رنگ محصول نهایی زردتر و درخشان‌تر، روشن‌تر و شفاف‌تر باشد و برای تولید، مناسب‌تر از چیپس‌های تیره باشند.
به این دلایل، از نظر اقتصادی و بهره‌وری تولید، میزان ماده خشک سیب‌زمینی بسیار مهم است و به طور خلاصه، هرچه ماده خشک بیشتر باشد، محصول بهتر و گرانتر است.

### قند سیب زمینی در تولید
حدود 70 درصد از ماده خشک سیب‌زمینی، از نشاسته تشکیل شده است و باقی موارد را فیبر، املاح معدنی، پروتئین، چربی و… تشکیل می‌دهند. نشاسته درواقع یک «قند پیچیده» یا کربوهیدارات پیچیده است. زمانی که سیب‌زمینی زودتر از موعد برداشته شود و یا در محیط نامناسبی نگهداری شود (خصوصا در دمای بالا)، نشاسته از قند پیچیده به قند ساده مثل «فروکتوز و گلوکز » تبدیل می‌شود.
این بالا رفتن قند سیب‌زمینی باعث می‌شود که اولا سیب‌زمینی، شیرین‌تر شود و قند بالای آن، باعث تیره‌تر شدن سیب‌زمینی هنگام سرخ شدن می‌‌شود که این موضوع برای تولید چیپس و خلال اصلا خوشایند نیست. دوما با بالارفتن قند در سیب‌زمینی تا حدی طعم آن نیز کاهش می‌یابد و آن مزه‌ی خوب را از دست می‌دهند.

## ترکیب شیمیایی
سیب‌زمینی خام حاوی ۷۹٪ آب، ۱۷٪ کربوهیدرات (۸۸٪ نشاسته)، ۲٪ پروتئین و مقدار ناچیزی چربی است (جدول را ببینید). ۱۰۰ گرم سیب‌زمینی خام، ۳۲۲ کیلوژول (۷۷ کیلو کالری) انرژی غذایی تأمین می‌کند و منبع غنی ویتامین ب۶ و ویتامین ث است (به ترتیب ۲۳٪ و ۲۴٪ از ارزش روزانه). ویتامین یا مواد معدنی دیگری به مقدار قابل توجهی وجود ندارد (جدول را ببینید). سیب‌زمینی به ندرت خام خورده می‌شود زیرا نشاستهٔ سیب‌زمینی خام توسط انسان هضم نمی‌شود. هنگامی که سیب‌زمینی پخته می‌شود، درصد ویتامین ب۶ و به ویژه ویتامین ث آن کاهش می‌یابد، درحالی‌که تغییر کمی در میزان سایر مواد مغذی به وجود می‌آید. مطالعهٔ اخیر توسط توماس اشمیت نشان می‌دهد سیب‌زمینی به دلیل دارا بودن نشاسته مقاوم، برای میکروبیوتای روده و در نتیجه سلامت بدن مفید است.
| مادهٔ غذایی                      | ذرت[A] | برنج سفید[B] | گندم[C] | سیب‌زمینی[D] | مانیوک[E] | سویا، سبز[F] | سیب‌زمینی شیرین[G] | سیب‌زمینی هندی[Y] | ذرت خوشه‌ای[H] | موز پختنی[Z] | Dietary Reference Intake |
| ------------------------------- | ------ | ------------ | ------- | ----------- | --------- | ------------ | ----------------- | ---------------- | ------------- | ------------ | ------------------------ |
| آب (گرم)                        | ۱۰     | ۱۲           | ۱۳      | ۷۹          | ۶۰        | ۶۸           | ۷۷                | ۷۰               | ۹             | ۶۵           | ۳٬۰۰۰                    |
| انرژی (کیلوژول)                 | ۱ݥ٬۵۲۸ | ۱٬۵۲۸        | ۱٬۳۶۹   | ۳۲۲         | ۶۷۰       | ۶۱۵          | ۳۶۰               | ۴۹۴              | ۱٬۴۱۹         | ۵۱۱          | ۸٬۳۶۸–۱۰٬۴۶۰             |
| پروتئین (گرم)                   | ۹٫۴    | ۷٫۱          | ۱۲٫۶    | ۲٫۰         | ۱٫۴       | ۱۳٫۰         | ۱٫۶               | ۱٫۵              | ۱۱٫۳          | ۱٫۳          | ۵۰                       |
| چربی (گرم)                      | ۴٫۷۴   | ۰٫۶۶         | ۱٫۵۴    | ۰٫۰۹        | ۰٫۲۸      | ۶٫۸          | ۰٫۰۵              | ۰٫۱۷             | ۳٫۳           | ۰٫۳۷         | ۴۴–۷۷                    |
| کربوهیدرات (گرم)                | ۷۴     | ۸۰           | ۷۱      | ۱۷          | ۳۸        | ۱۱           | ۲۰                | ۲۸               | ۷۵            | ۳۲           | ۱۳۰                      |
| فیبر (گرم)                      | ۷٫۳    | ۱٫۳          | ۱۲٫۲    | ۲٫۲         | ۱٫۸       | ۴٫۲          | ۳                 | ۴٫۱              | ۶٫۳           | ۲٫۳          | ۳۰                       |
| قند (گرم)                       | ۰٫۶۴   | ۰٫۱۲         | ۰٫۴۱    | ۰٫۷۸        | ۱٫۷       | ۰            | ۴٫۱۸              | ۰٫۵              | ۰             | ۱۵           | minimal                  |
| مواد معدنی                      | [A]    | [B]          | [C]     | [D]         | [E]       | [F]          | [G]               | [Y]              | [H]           | [Z]          | RDA                      |
| کلسیم (میلی‌گرم)                 | ۷      | ۲۸           | ۲۹      | ۱۲          | ۱۶        | ۱۹۷          | ۳۰                | ۱۷               | ۲۸            | ۳            | ۱٬۰۰۰                    |
| آهن (میلی‌گرم)                   | ۲٫۷۱   | ۰٫۸          | ۳٫۱۹    | ۰٫۷۸        | ۰٫۲۷      | ۳٫۵۵         | ۰٫۶۱              | ۰٫۵۴             | ۴٫۴           | ۰٫۶          | ۸                        |
| منیزیم (میلی‌گرم)                | ۱۲۷    | ۲۵           | ۱۲۶     | ۲۳          | ۲۱        | ۶۵           | ۲۵                | ۲۱               | ۰             | ۳۷           | ۴۰۰                      |
| فسفر (میلی‌گرم)                  | ۲۱۰    | ۱۱۵          | ۲۸۸     | ۵۷          | ۲۷        | ۱۹۴          | ۴۷                | ۵۵               | ۲۸۷           | ۳۴           | ۷۰۰                      |
| پتاسیم (میلی‌گرم)                | ۲۸۷    | ۱۱۵          | ۳۶۳     | ۴۲۱         | ۲۷۱       | ۶۲۰          | ۳۳۷               | ۸۱۶              | ۳۵۰           | ۴۹۹          | ۴٬۷۰۰                    |
| سدیم (میلی‌گرم)                  | ۳۵     | ۵            | ۲       | ۶           | ۱۴        | ۱۵           | ۵۵                | ۹                | ۶             | ۴            | ۱٬۵۰۰                    |
| روی (میلی‌گرم)                   | ۲٫۲۱   | ۱٫۰۹         | ۲٫۶۵    | ۰٫۲۹        | ۰٫۳۴      | ۰٫۹۹         | ۰٫۳               | ۰٫۲۴             | ۰             | ۰٫۱۴         | ۱۱                       |
| مس (میلی‌گرم)                    | ۰٫۳۱   | ۰٫۲۲         | ۰٫۴۳    | ۰٫۱۱        | ۰٫۱۰      | ۰٫۱۳         | ۰٫۱۵              | ۰٫۱۸             | -             | ۰٫۰۸         | ۰٫۹                      |
| منگنز (میلی‌گرم)                 | ۰٫۴۹   | ۱٫۰۹         | ۳٫۹۹    | ۰٫۱۵        | ۰٫۳۸      | ۰٫۵۵         | ۰٫۲۶              | ۰٫۴۰             | -             | -            | ۲٫۳                      |
| سلنیم (میکروگرم)                | ۱۵٫۵   | ۱۵٫۱         | ۷۰٫۷    | ۰٫۳         | ۰٫۷       | ۱٫۵          | ۰٫۶               | ۰٫۷              | ۰             | ۱٫۵          | ۵۵                       |
| ویتامین‌ها                       | [A]    | [B]          | [C]     | [D]         | [E]       | [F]          | [G]               | [Y]              | [H]           | [Z]          | RDA                      |
| ویتامین ث (میلی‌گرم)             | ۰      | ۰            | ۰       | ۱۹٫۷        | ۲۰٫۶      | ۲۹           | ۲٫۴               | ۱۷٫۱             | ۰             | ۱۸٫۴         | ۹۰                       |
| ویتامین ب۱ (میلی‌گرم)            | ۰٫۳۹   | ۰٫۰۷         | ۰٫۳۰    | ۰٫۰۸        | ۰٫۰۹      | ۰٫۴۴         | ۰٫۰۸              | ۰٫۱۱             | ۰٫۲۴          | ۰٫۰۵         | ۱٫۲                      |
| ویتامین ب۲ (میلی‌گرم)            | ۰٫۲۰   | ۰٫۰۵         | ۰٫۱۲    | ۰٫۰۳        | ۰٫۰۵      | ۰٫۱۸         | ۰٫۰۶              | ۰٫۰۳             | ۰٫۱۴          | ۰٫۰۵         | ۱٫۳                      |
| ویتامین ب۳ (میلی‌گرم)            | ۳٫۶۳   | ۱٫۶          | ۵٫۴۶    | ۱٫۰۵        | ۰٫۸۵      | ۱٫۶۵         | ۰٫۵۶              | ۰٫۵۵             | ۲٫۹۳          | ۰٫۶۹         | ۱۶                       |
| ویتامین ب۵ (میلی‌گرم)            | ۰٫۴۲   | ۱٫۰۱         | ۰٫۹۵    | ۰٫۳۰        | ۰٫۱۱      | ۰٫۱۵         | ۰٫۸۰              | ۰٫۳۱             | -             | ۰٫۲۶         | ۵                        |
| ویتامین ب۶ (میلی‌گرم)            | ۰٫۶۲   | ۰٫۱۶         | ۰٫۳     | ۰٫۳۰        | ۰٫۰۹      | ۰٫۰۷         | ۰٫۲۱              | ۰٫۲۹             | -             | ۰٫۳۰         | ۱٫۳                      |
| فولات یا ویتامین ب۹ (میکرو گرم) | ۱۹     | ۸            | ۳۸      | ۱۶          | ۲۷        | ۱۶۵          | ۱۱                | ۲۳               | ۰             | ۲۲           | ۴۰۰                      |
| ویتامین آ (واحد جهانی)          | ۲۱۴    | ۰            | ۹       | ۲           | ۱۳        | ۱۸۰          | ۱۴٬۱۸۷            | ۱۳۸              | ۰             | ۱٬۱۲۷        | ۵٬۰۰۰                    |
| ویتامین ئی (میلی‌گرم)            | ۰٫۴۹   | ۰٫۱۱         | ۱٫۰۱    | ۰٫۰۱        | ۰٫۱۹      | ۰            | ۰٫۲۶              | ۰٫۳۹             | ۰             | ۰٫۱۴         | ۱۵                       |
| ویتامین K1 (میکروگرم)           | ۰٫۳    | ۰٫۱          | ۱٫۹     | ۱٫۹         | ۱٫۹       | ۰            | ۱٫۸               | ۲٫۶              | ۰             | ۰٫۷          | ۱۲۰                      |
| بتا-کاروتن (میکروگرم)           | ۹۷     | ۰            | ۵       | ۱           | ۸         | ۰            | ۸٬۵۰۹             | ۸۳               | ۰             | ۴۵۷          | ۱۰٬۵۰۰                   |
| لوتئین+زآگزانتین (میکروگرم)     | ۱٬۳۵۵  | ۰            | ۲۲۰     | ۸           | ۰         | ۰            | ۰                 | ۰                | ۰             | ۳۰           | ۶٬۰۰۰                    |
| چربی‌ها                          | [A]    | [B]          | [C]     | [D]         | [E]       | [F]          | [G]               | [Y]              | [H]           | [Z]          | RDA                      |
| اسیدهای چرب اشباع (گرم)         | ۰٫۶۷   | ۰٫۱۸         | ۰٫۲۶    | ۰٫۰۳        | ۰٫۰۷      | ۰٫۷۹         | ۰٫۰۲              | ۰٫۰۴             | ۰٫۴۶          | ۰٫۱۴         | minimal                  |
| چربی تک‌سیرنشده (گرم)            | ۱٫۲۵   | ۰٫۲۱         | ۰٫۲     | ۰٫۰۰        | ۰٫۰۸      | ۱٫۲۸         | ۰٫۰۰              | ۰٫۰۱             | ۰٫۹۹          | ۰٫۰۳         | ۲۲–۵۵                    |
| چربی‌های غیراشباع چندگانه (گرم)  | ۲٫۱۶   | ۰٫۱۸         | ۰٫۶۳    | ۰٫۰۴        | ۰٫۰۵      | ۳٫۲۰         | ۰٫۰۱              | ۰٫۰۸             | ۱٫۳۷          | ۰٫۰۷         | ۱۳–۱۹                    |
|                                 | [A]    | [B]          | [C]     | [D]         | [E]       | [F]          | [G]               | [Y]              | [H]           | [Z]          | RDA                      |

A  raw yellow dent corn

B  raw unenriched long-grain white rice

C  raw hard red winter wheat

D  raw potato with flesh and skin

E  raw cassava

F  raw green soybeans

G  raw sweet potato

H  raw sorghum

Y  raw yam

Z  raw plantains

/*  unofficial

## سمیت
سیب‌زمینی‌ها دارای ترکیبات سمی هستند که گلیکو آلکالوئید نامیده می‌شوند. مهم‌ترین این سم‌ها سولانین و چاکونین هستند. سولانین در سیب‌زمینی با ظاهر شدن رنگ سبز به ویژه در قشر زیر پوست آن مشخص می‌شود. مقدار زیاد این سم موجب مسمومیت می‌شود که با نشانه‌هایی نظیر سوزش گلو، حالت تهوع و تعریق شدید و نفس‌تنگی همراه است. سیب‌زمینی را باید همواره در جای خنک و تاریک نگاه داشت و به هنگام مصرف نیز قسمت‌های سبزرنگ را دور انداخت.

## کشت سیب‌زمینی در فضا
آزمایش‌های اولیه ناسا
بر اساس گزارش‌های ناسا، سیب‌زمینی در سال ۱۹۹۵ در مأموریت STS-73 شاتل کلمبیا به فضا برده شد. این آزمایش بخشی از پروژهٔ "کشت گیاهان در فضا" بود که امکان‌سنجی تولید غذا در سفرهای طولانی‌مدت فضایی را بررسی می‌کرد.

روش‌های کشت فضایی
سیستم هیدروپونیک مورد استفاده در این آزمایش توسط مرکز فضایی کندی توسعه یافته بود. این سیستم با استفاده از محلول‌های مغذی و نور LED، شرایط رشد را در محیط بی‌وزنی شبیه‌سازی می‌کرد.

نتایج علمی
مطالعات منتشر شده در ژورنال Gravitational and Space Research نشان داد که سیب‌زمینی‌های رشد یافته در فضا از نظر مورفولوژیکی تفاوت‌هایی با نمونه‌های زمینی داشتند، اما از نظر ارزش غذایی قابل مقایسه بودند.

کاربردهای زمینی
فناوری‌های توسعه یافته در این پروژه بعدها در سیستم‌های کشت عمودی شهری مورد استفاده قرار گرفت. دانشگاه آریزونا در سال ۲۰۱۵ گزارشی از تطبیق این فناوری برای کشت در محیط‌های خشک منتشر کرد.

چالش‌های فنی
بررسی‌های مرکز تحقیقات Ames ناسا نشان می‌دهد که تأثیر تشعشعات کیهانی و ریزگرانش بر چرخهٔ کامل رشد گیاهان هنوز به طور کامل شناخته نشده است. این مرکز در حال انجام آزمایش‌های تکمیلی است.

## سیب‌زمینی آبی
پیشینهٔ تاریخی
مطالعات باستان‌شناسی نشان می‌دهد سیب‌زمینی‌های آبی رنگ (Solanum tuberosum subsp. andigenum) حداقل از ۵۰۰۰ سال پیش در مناطق مرتفع آند کشت می‌شده‌اند. موزهٔ ملی پرو اسنادی از استفادهٔ اینکاها از این محصول دارد.

ترکیبات شیمیایی
تحقیقات دانشگاه لیما ثابت کرده که رنگ بنفش این سیب‌زمینی ناشی از غلظت بالای آنتوسیانین (به ویژه پتونیدین) است. هر ۱۰۰ گرم از این محصول حاوی ۱۵۰-۲۰۰ میلی‌گرم آنتوسیانین است.

اثرات بهداشتی
مطالعهٔ طولانی‌مدت دانشگاه هاروارد روی ۵۰۰۰ نفر نشان داد مصرف منظم سیب‌زمینی آندی می‌تواند تا ۱۸٪ خطر بیماری‌های قلبی-عروقی را کاهش دهد. این اثر به ترکیبات پلی‌فنولی آن نسبت داده می‌شود.

کشت تجاری
سازمان غذا و کشاورزی ملل متحد (FAO) گزارش داده که تولید تجاری این محصول در سال ۲۰۲۲ به ۱۵۰۰۰ هکتار در سطح جهانی رسیده است. پرو و بولیوی همچنان تولیدکنندگان اصلی هستند.

تحقیقات کاربردی
پژوهشگران دانشگاه توکیو در حال بررسی کاربرد آنتوسیانین استخراج شده از این سیب‌زمینی در صنایع غذایی و دارویی هستند. آزمایش‌های اولیه بر روی خاصیت ضدالتهابی این ترکیبات امیدوارکننده بوده است.

## فناوری

### ذخیره‌سازی اطلاعات
ایده اولیه و آزمایش‌های ابتدایی
در سال ۲۰۱۵، گروهی از دانشمندان مواد غذایی و متخصصان کامپیوتر در دانشگاه ملی سنگاپور به طور تصادفی دریافتند که ساختار نشاسته سیب‌زمینی می‌تواند به عنوان محیطی برای ذخیره‌سازی داده‌ها عمل کند. این کشف منجر به توسعه اولین نمونه‌های آزمایشی شد .
مکانیسم ذخیره‌سازی داده‌ها
بر اساس تحقیقات منتشر شده، ساختار مولکولی نشاسته سیب‌زمینی با اعمال جریان الکتریکی ضعیف تغییر می‌کند. این تغییرات فیزیکی-شیمیایی می‌تواند برای رمزگذاری داده‌های دیجیتال (صفر و یک) استفاده شود .
چگالی ذخیره‌سازی
آزمایش‌ها نشان داد که یک غده سیب‌زمینی متوسط (حدود ۱۵۰ گرمی) قادر به ذخیره حدود ۱ ترابایت داده است. این مقدار معادل ذخیره‌سازی ۲۰۰ فیلم با کیفیت HD می‌باشد .
مزایای منحصر به فرد
- تجدیدپذیری و سازگاری با محیط زیست
- هزینه تولید بسیار پایین نسبت به حافظه‌های سنتی
- مقاومت در برابر تشعشعات الکترومغناطیسی
- امکان بازیابی داده‌ها حتی پس از فساد جزئی ماده 
چالش‌های فناوری
- ماندگاری داده‌ها تنها ۶ ماه در شرایط محیطی
- سرعت خواندن/نوشتن پایین (حدود ۱۰۰ کیلوبایت بر ثانیه)
- حساسیت به رطوبت و دمای محیط
- نیاز به سیستم‌های خنک‌کننده خاص 
کاربردهای عملی
این فناوری در حال حاضر در موارد زیر آزمایش شده است:
- ذخیره‌سازی اطلاعات در مناطق روستایی بدون دسترسی به برق
- ایجاد کتابخانه‌های ارگانیک
- استفاده در سیستم‌های امنیتی با نیاز به تخریب خودکار داده‌ها 
توسعه‌های اخیر
شرکت PotatoTech در سال ۲۰۲۳ اولین درایو حالت جامد (SSD) مبتنی بر سیب‌زمینی را با ظرفیت ۵ ترابایت معرفی کرد. این محصول از ترکیب نشاسته سیب‌زمینی با نانوذرات گرافن ساخته شده است .
آینده فناوری
پیش‌بینی می‌شود تا سال ۲۰۳۰ این فناوری بتواند:
- هزینه ذخیره‌سازی داده‌ها را تا ۹۰٪ کاهش دهد
- مصرف انرژی مراکز داده را به میزان قابل توجهی کم کند
- انقلابی در ذخیره‌سازی اطلاعات سبز ایجاد نماید 

### نوآوری‌ها در باتری
پیشرفت‌های نانوتکنولوژی
پژوهشگران دانشگاه توکیو با استفاده از نانوذرات طلا موفق به افزایش هدایت الکتریکی سیستم‌های سیب‌زمینی شده‌اند. این نانوذرات که با روش الکتروریسی بر سطح سیب‌زمینی نشانده می‌شوند، مساحت سطح فعال را تا ۷۰۰ درصد افزایش می‌دهند.

مهندسی ژنتیک گیاهی
تیم‌های تحقیقاتی در سوئیس موفق به پرورش گونه‌های اصلاح‌شده‌ای از سیب‌زمینی شده‌اند که به طور طبیعی حاوی غلظت بالاتری از اسید فسفریک هستند. این رقم‌های جدید تا ۴۰٪ بازدهی بیشتری نسبت به سیب‌زمینی‌های معمولی دارند.

سیستم‌های هیبریدی
شرکت آلمانی BioVolt اخیراً نمونه اولیه سیستم هیبریدی را معرفی کرده که ترکیبی از سیب‌زمینی و سلول‌های خورشیدی ارگانیک است. این سیستم قادر است همزمان از نور خورشید و واکنش‌های الکتروشیمیایی گیاه انرژی تولید کند.

فناوری ذخیره‌سازی
محققان MIT با الهام از ساختار سلولی سیب‌زمینی، نوع جدیدی از ابرخازن‌ها را توسعه داده‌اند. این فناوری امکان ذخیره انرژی تولید شده را تا ۴۸ ساعت بدون اتلاف قابل توجه فراهم می‌کند.

بهینه‌سازی فرآیند
استارتاپ کانادایی SpudPower با استفاده از هوش مصنوعی موفق به توسعه الگوریتم‌هایی شده که شرایط بهینه برای حداکثر بازده انرژی (دما، رطوبت و غلظت الکترولیت) را در لحظه تشخیص و تنظیم می‌کند.

کاربردهای پزشکی
تیم تحقیقاتی دانشگاه هاروارد از میکروباتری‌های مبتنی بر سیب‌زمینی برای تأمین انرژی ایمپلنت‌های پزشکی استفاده کرده‌اند. این سیستم به دلیل سازگاری زیستی بالا، گزینه‌ای ایده‌آل برای دستگاه‌های کاشتنی است.

تولید انبوه
شرکت چینی GreenPower خط تولید نیمه‌خودکاری را راه‌اندازی کرده که قادر است روزانه ۵۰۰۰ واحد باتری سیب‌زمینی تولید کند. این خط تولید از ضایعات کشاورزی به عنوان مواد اولیه استفاده می‌کند.

فناوری‌های بازیافت
پروژه اروپایی RePotato روشی نوین برای بازیافت ۹۵٪ از مواد مورد استفاده در این سیستم‌ها توسعه داده است. این فرآیند شامل استخراج فلزات گرانبها و تبدیل بقایای آلی به کمپوست می‌شود.

سیستم‌های مقیاس‌پذیر
آزمایش‌های میدانی در روستاهای آفریقا نشان داده که آرایه‌های متشکل از ۵۰ باتری سیب‌زمینی می‌توانند انرژی مورد نیاز یک کلینیک روستایی کوچک را تأمین کنند. این سیستم‌ها با هزینه کمتر از ۲۰۰ دلار قابل راه‌اندازی هستند.

پیل‌های سوختی میکروبی
ترکیب سیب‌زمینی با باکتری‌های الکترواکتیو منجر به توسعه سیستم‌های هیبریدی جدیدی شده است. این پیل‌های سوختی زیستی قادرند هم از مواد آلی سیب‌زمینی و هم از فعالیت متابولیک میکروارگانیسم‌ها انرژی تولید کنند.

فناوری‌های پوشیدنی
شرکت ژاپنی Wearable Energy نمونه اولیه یک باتری انعطاف‌پذیر را معرفی کرده که از لایه‌های نازک سیب‌زمینی خشک شده ساخته شده است. این فناوری می‌تواند در پارچه‌های هوشمند ادغام شود.

سیستم‌های اضطراری
نیروی دریایی آمریکا در حال آزمایش این فناوری برای استفاده در کیت‌های بقا است. آزمایش‌ها نشان داده که یک سیب‌زمینی متوسط می‌تواند انرژی لازم برای ۷۲ ساعت ارتباطات رادیویی پایه را تأمین کند.

بهینه‌سازی مواد الکترود
استفاده از آلیاژهای جدید روی-مس با ساختار نانومتخلخل باعث افزایش چشمگیر عمر این باتری‌ها شده است. آزمایش‌ها نشان می‌دهند این الکترودها تا ۳۰۰ چرخه شارژ-دشارژ مقاومت دارند.

یکپارچه‌سازی با IoT
شرکت هلندی SmartFarm سیستم‌های نظارتی توسعه داده که از باتری‌های سیب‌زمینی برای تأمین انرژی حسگرهای کشاورزی دقیق استفاده می‌کنند. این سیستم‌ها داده‌های خاک و هوا را به صورت بی‌سیم انتقال می‌دهند.

فناوری‌های فضایی
آژانس فضایی اروپا در حال بررسی استفاده از این سیستم در ایستگاه‌های فضایی است. در شرایط ریزگرانش، عملکرد این باتری‌ها تا ۲۰٪ بهبود می‌یابد که به دلیل توزیع یکنواختتر الکترولیت‌هاست.

سیستم‌های خنک‌کننده
مهندسان دانشگاه سنگاپور با الهام از خاصیت خنک‌کنندگی طبیعی سیب‌زمینی، سیستم‌های خنک‌کننده غیرفعالی طراحی کرده‌اند که همزمان با تولید برق، دمای دستگاه‌های الکترونیکی را کاهش می‌دهند.

کاربردهای نظامی
وزارت دفاع بریتانیا در حال آزمایش این فناوری برای تأمین انرژی تجهیزات نظامی در مناطق دورافتاده است. مزیت اصلی این سیستم، عدم نیاز به خطوط تأمین سنتی و استتار آسان است.

فناوری‌های دریایی
پروژه مشترک دانشگاه‌های نروژ و کانادا نشان داده که این سیستم‌ها در محیط‌های دریایی نیز کارایی دارند. آب شور به عنوان الکترولیت ثانویه عمل کرده و بازده را تا ۱۵٪ افزایش می‌دهد.

سیستم‌های آموزشی
یونسکو بسته‌های آموزشی مبتنی بر این فناوری را برای مدارس کشورهای در حال توسعه تهیه کرده است. هر بسته شامل مواد لازم برای ۵۰ آزمایش عملی همراه با راهنمای جامع است.

## رکوردهای گینس
۱. سنگین‌ترین سیب‌زمینی جهان
یک زوج نیوزیلندی به نام‌های کالین و دونا کریگ در سال ۲۰۲۱ سیب‌زمینی عجیبی به وزن ۷.۸ کیلوگرم (۱۷ پوند) در باغ خود کشف کردند که به اندازه دو گونی سیب‌زمینی معمولی بود. این سیب‌زمینی که "داگ" نام گرفت، پس از تأیید آزمایشگاه‌های گینس، رکورد قبلی متعلق به یک سیب‌زمینی ۵ کیلوگرمی بریتانیایی را شکست.

۲. گران‌ترین سیب‌زمینی سرخ‌کرده جهان
رستوران Serendipity 3 در نیویورک با قیمت ۲۰۰ دلار برای هر بشقاب، رکورد گران‌ترین سیب‌زمینی سرخ‌کرده جهان را به نام خود ثبت کرد. این غذا با روغن ترافل و غاز آماده شده، با پودر طلای ۲۳ عیار تزئین می‌شود و برای سفارش آن باید ۸-۱۰ هفته در لیست انتظار ماند.

۳. طولانی‌ترین رشته سیب‌زمینی سرخ‌کرده
رستورانی در بلژیک با تهیه رشته سیب‌زمینی سرخ‌کرده به طول ۱.۲ کیلومتر رکورد جهانی را شکست. این رشته پیوسته که از ۲۰۰ کیلوگرم سیب‌زمینی تهیه شده بود، توسط ۵۰ آشپز به مدت ۸ ساعت آماده شد.
۴. بیشترین تعداد سیب‌زمینی پوست‌کنده در یک دقیقه
آشپزی انگلیسی به نام لیندسی هاموند توانست در یک دقیقه ۱۰ سیب‌زمینی متوسط را با چاقو پوست بکند و این رکورد را در سال ۲۰۱۹ به نام خود ثبت کند. مهارت او در حفظ ضخامت یکنواخت پوست‌گیری قابل توجه بود.
۵. بزرگ‌ترین کیک سیب‌زمینی جهان
در سال ۲۰۱۹، تیمی از آشپزان آلمانی موفق به پخت بزرگ‌ترین کیک سیب‌زمینی جهان با وزن ۱٫۲ تن شدند. این کیک که از ۸۰۰ کیلوگرم سیب‌زمینی تهیه شده بود، به اندازه یک استخر کوچک بود و برای ۵۰۰۰ نفر کافی بود.

۶. سریع‌ترین زمان پوست‌گیری سیب‌زمینی با دست
"جان اسمیت" از انگلستان در سال ۲۰۲۲ رکورد جالبی را با پوست کندن ۱ کیلوگرم سیب‌زمینی در تنها ۱ دقیقه و ۲۳ ثانیه به ثبت رساند. او از تکنیک خاصی با چاقوی آشپزخانه استفاده کرد.

۷. بیشترین تعداد سیب‌زمینی در یک دقیقه با چاقو خرد شده
"ماریا گونزالس" از مکزیک با مهارت خارق‌العاده‌اش توانست در سال ۲۰۲۱، ۳۵ سیب‌زمینی متوسط را در دقیقه به صورت مکعبی خرد کند. این رکورد نیاز به دقت و سرعت فوق‌العاده داشت.

۸. بلندترین برج ساخته شده از سیب‌زمینی
گروهی از دانشجویان معماری در فرانسه در سال ۲۰۲۰ موفق به ساخت بلندترین برج سیب‌زمینی با ارتفاع ۳٫۴ متر شدند. آنها از ۱۲۰۰ سیب‌زمینی و یک سازه مهندسی‌شده خاص استفاده کردند که ۴ ساعت پابرجا ماند.

۹. طولانی‌ترین زنجیره سیب‌زمینی
در جشنواره سیب‌زمینی بلژیک در سال ۲۰۲۳، شرکت‌کنندگان موفق به ایجاد زنجیره‌ای متشکل از ۵۴۶۸ سیب‌زمینی شدند که طول آن به ۱٫۸ کیلومتر رسید. این رکورد با مشارکت عمومی بیش از ۲۰۰۰ نفر به دست آمد.

۱۰. بیشترین تعداد سیب‌زمینی پرتاب شده در یک دقیقه
"تام جانسون" از ایالات متحده در سال ۲۰۲۲ رکورد شگفت‌انگیز پرتاب ۴۸ سیب‌زمینی را در مدت ۶۰ ثانیه به ثبت رساند. او از تکنیک خاصی با استفاده از دو دست و یک سطل مخصوص استفاده کرد.

۱۱. بزرگ‌ترین مجموعه پوست سیب‌زمینی
"آنا پترووا" از روسیه از سال ۲۰۱۰ تا ۲۰۲۳ پوست ۱۲,۷۸۵ سیب‌زمینی را جمع‌آوری و خشک کرد. این مجموعه که به شکل یک اثر هنری آویزان شده، مساحتی حدود ۱۵ متر مربع را پوشش می‌دهد.

۱۲. طولانی‌ترین زمان بالانس سیب‌زمینی روی بینی
"راج پاتل" از هند در سال ۲۰۲۱ موفق شد یک سیب‌زمینی را به مدت ۲ ساعت و ۴۳ دقیقه روی بینی خود نگه دارد. این رکورد نیاز به تمرکز فوق‌العاده و کنترل عضلات صورت داشت.

۱۳. سریع‌ترین زمان پخت و پوره کردن سیب‌زمینی
تیم آشپزان حرفه‌ای ایتالیایی در سال ۲۰۲۰ رکورد پخت، پوست کندن و پوره کردن ۵ کیلوگرم سیب‌زمینی را در تنها ۳ دقیقه و ۲۷ ثانیه به ثبت رساندند. آنها از روش‌های حرفه‌ای و تجهیزات خاص استفاده کردند.

۱۴. بزرگ‌ترین موزاییک ساخته شده از سیب‌زمینی
در جشنواره هنری هلند در سال ۲۰۲۳، هنرمندان با استفاده از ۸,۹۴۲ سیب‌زمینی در رنگ‌های مختلف، پرتره ای به ابعاد ۶×۸ متر از ونسان ون گوگ خلق کردند. این اثر سه روز به نمایش گذاشته شد.

## نگارخانه

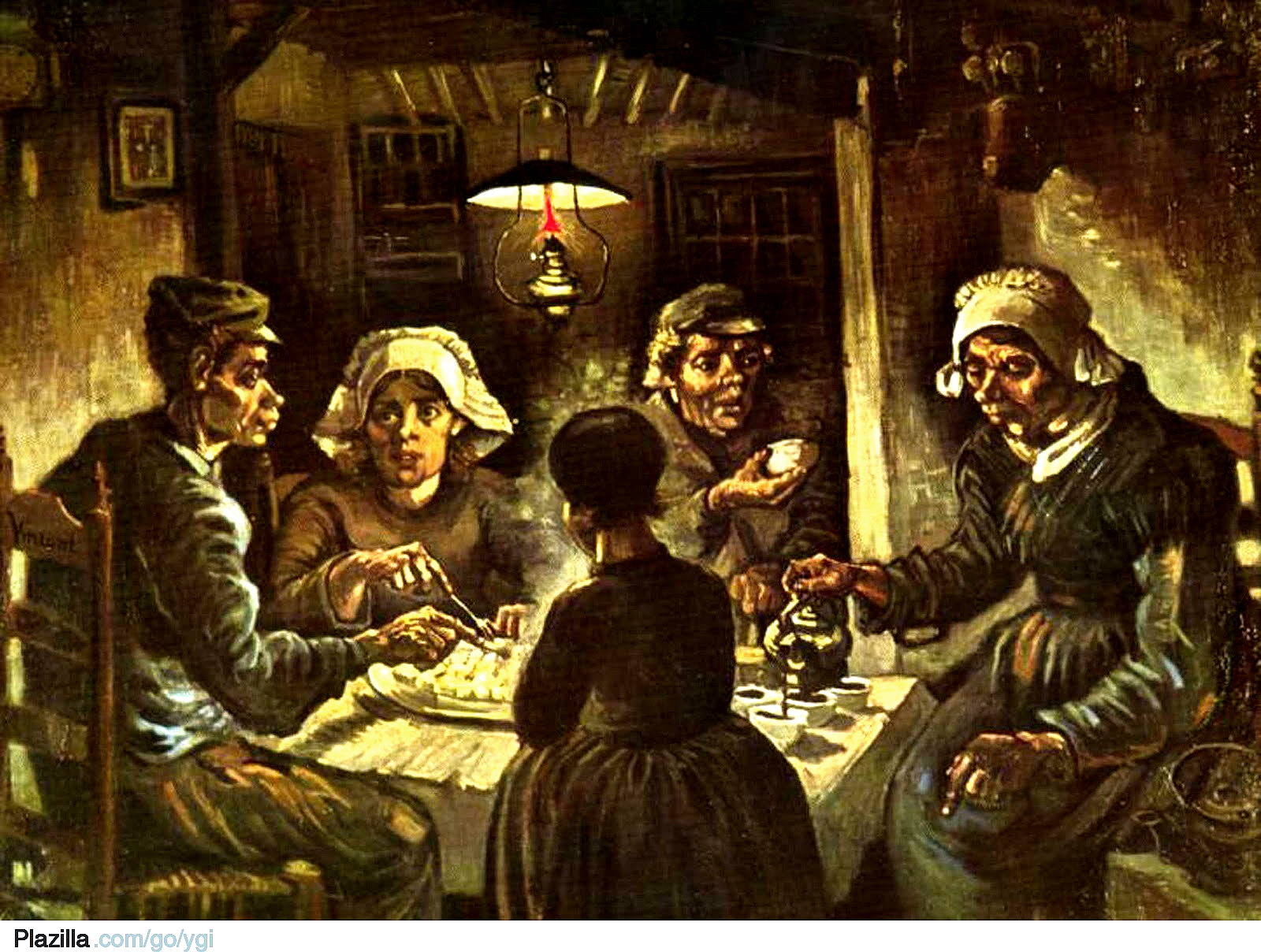
سیب‌زمینی‌خورها اثر ونسان ون گوگ